# Mistrovství České republiky v sudoku
Mistrovství České republiky v sudoku (známé též pod zkratkou MČRS) je každoroční soutěž v řešení sudoku, kterou pořádá Hráčská asociace logických her a sudoku (HALAS). Tradičně se koná v Brně. První mistrovství se konalo v roce 2006 a vítězem se stala Jana Vodičková (Tylová), která ve stejný rok získala i titul mistryně světa.
Kromě soutěže jednotlivců se koná i soutěž týmů. Vyhlašovány jsou také juniorské kategorie do 15 let, do 18 let a do 21 let, a seniorská kategorie nad 50 let. Účastnit se mohou i zahraniční hráči. V soutěži jednotlivců se do oficiálních výsledků započítávají jen hráči s trvalým pobytem na území ČR. Mistrovství ČR týmů se vyhlašuje jako otevřený mezinárodní turnaj a vítězem se stává nejlepší tým bez ohledu na jeho složení.
Nejúspěšnějším hráčem je Jakub Ondroušek, který dokázal zvítězit devětkrát. Jan Zvěřina má ve své sbírce pět titulů, Jana Vodičková (Tylová) a Jan Novotný získali po dvou titulech.
MČR v sudoku je důležitou součástí kvalifikace na mistrovství světa, kde Česká republika tradičně patří mezi nejsilnější země.

## Historie
Mistrovství ČR v sudoku 2006 se konalo 19. února 2006 v Brně v sále Semillasso. Zúčastnilo se ho téměř 100 lidí. Jednalo se o první mistrovství v sudoku v České republice. Šest nejlepších hráčů se nominovalo na mistrovství světa v sudoku 2006, které se konalo v Lucce v Itálii.
Mistrovství ČR v sudoku 2007 se konalo 27. ledna v Brně v sále Semillasso. Zúčastnilo se ho přibližně 80 lidí, kteří se nominovali prostřednictvím sítě turnajů v Denících, časopisech „Křížovka a hádanka“ a „Luští celá rodina“ a internetové Sudoku ligy.

### Přehled výsledků
| Rok  | Místo konání | Jednotlivci             | Jednotlivci            | Jednotlivci             | Týmy                                                                                  | Týmy                                                                              | Týmy                                                                            |
| ---- | ------------ | ----------------------- | ---------------------- | ----------------------- | ------------------------------------------------------------------------------------- | --------------------------------------------------------------------------------- | ------------------------------------------------------------------------------- |
| Rok  | Místo konání | Zlato                   | Stříbro                | Bronz                   | Zlato                                                                                 | Stříbro                                                                           | Bronz                                                                           |
| 2006 | Brno         | Jana Vodičková (Tylová) | Petr Nepovím           | Pavel Pellar            |                                                                                       |                                                                                   |                                                                                 |
| 2007 | Brno         | Jana Vodičková (Tylová) | Pavel Pellar           | Jakub Ondroušek         |                                                                                       |                                                                                   |                                                                                 |
| 2008 | Brno         | Jan Novotný             | Jakub Ondroušek        | Jana Vodičková (Tylová) |                                                                                       |                                                                                   |                                                                                 |
| 2009 | Brno         | Jan Novotný             | Jakub Hrazdira         | Jakub Ondroušek         |                                                                                       |                                                                                   |                                                                                 |
| 2010 | Brno         | Jakub Ondroušek         | Jan Novotný            | Jana Novotná (Břízová)  |                                                                                       |                                                                                   |                                                                                 |
| 2011 | Brno         | Jakub Ondroušek         | Jakub Hrazdira         | Klára Vytisková         | 3 x 20 Jana Novotná (Břízová), Klára Vytisková, Jakub Ondroušek                       | Pekelná trojka Lenka Vávrová (Suchá), Ondřej Suchý, Jana Vodičková (Tylová)       | Zkouška 123 Pavel Kadlečík, Petr Nepovím, Jaroslav Satranský                    |
| 2012 | Brno         | Jakub Ondroušek         | Jan Novotný            | Jakub Hrazdira          |                                                                                       |                                                                                   |                                                                                 |
| 2013 | Brno         | Jakub Ondroušek         | Jana Novotná (Břízová) | Jakub Hrazdira          | Gulôčky v jamôčke Michaela Bieliková, Matúš Demiger, Zuzana Hromcová, Jakub Ondroušek | D1 Express Jana Novotná (Břízová), Jan Novotný, Klára Vytisková, Zuzana Vytisková | Pekelná čtyřka Lenka Suchá, Ondřej Suchý, Jana Vodičková (Tylová), Petr Nepovím |
| 2014 | Brno         | Jakub Ondroušek         | Jakub Hrazdira         | Klára Vytisková         | D1 Express Jan Novotný, Klára Vytisková, Jana Novotná (Břízová)                       | Já nevím Michaela Bieliková, Karel Tesař, Jakub Ondroušek                         | Pekelná trojka Lenka Suchá, Ondřej Suchý, Jana Vodičková (Tylová)               |
| 2015 | Brno         | Jakub Ondroušek         | Klára Vytisková        | Jakub Hrazdira          | 111 Jakub Ondroušek, Michaela Bieliková, Jana Vodičková (Tylová)                      | *** Jakub Hrazdira, Jiří Hrdina, Jan Zvěřina                                      | SVK Matúš Demiger, Natália Chanová, Zuzana Hromcová                             |
| 2016 | Brno         | Jan Zvěřina             | Jakub Ondroušek        | Pavel Kadlečík          | 111 Jakub Ondroušek, Michaela Bieliková, Jana Vodičková (Tylová)                      | SVK1 Blanka Lehotská, Diana Škrhová, Andrej Plaštiak                              | SOSCHQA Karel Štěrba, Klára Vytisková, Jan Zvěřina                              |
| 2017 | Brno         | Jan Zvěřina             | Jan Novotný            | Jana Novotná            | D1 Express Jana Novotná, Klára Vytisková, Jan Novotný                                 | Slovenskí mimoni Matúš Demiger, Natália Chanová, Andrej Plaštiak                  | Šo(t)ci Jana Hanzelková, Raul Kačírek, Jan Zvěřina                              |
| 2018 | Brno         | Jan Zvěřina             | Jakub Ondroušek        | Jakub Hrazdira          | Šošonova chrbta Natália Chanová, Matúš Demiger, Jan Zvěřina                           | Kukláč Pavel Kadlečík, Jakub Ondroušek, Klára Vytisková                           | ŠuMacHr Adam Šuráň, Veronika Macků, Jakub Hrazdira                              |
| 2019 | Brno         | Jakub Ondroušek         | Jan Zvěřina            | Jan Novotný             | Motýle Natália Chanová, Matúš Demiger, Peter Hornák, Jan Zvěřina                      | Greater Than Quadro Lucie Klimešová, Jan Češka, Jakub Ondroušek, Jan Vondruška    | D1 Express Veronika Macků, Jana Novotná, Klára Vytisková, Jan Novotný           |
| 2020 | Brno         | Jakub Ondroušek         | Jakub Hrazdira         | Jan Novotný             | D1 Express Jana Novotná, Jan Novotný, Klára Vytisková                                 | Rychlý želvy Jan Vondruška, Jakub Ondroušek, Jana Ondroušková                     | Itokok Petr Nepovím, Pavel Pellar, Jan Zvěřina                                  |
| 2021 | Brno         | Jakub Ondroušek         | Jakub Hrazdira         | Klára Vytisková         | D1 Express Jana Novotná, Jan Novotný, Klára Vytisková                                 | Pumy Lenka Chaloupková, Lucie Klimešová, Veronika Macků                           | Tým číslo sedm Jakub Hrazdira, Natália Chanová, Adam Šuráň                      |
| 2022 | Brno         | Jan Zvěřina             | Jakub Ondroušek        | Jan Novotný             | D1 Express Jana Novotná, Jan Novotný, Klára Vytisková                                 | 111 Jakub Ondroušek, Jana Ondroušková, Jan Vondruška                              | Zvířátka Lucie Klimešová, Veronika Macků, Robert Babilon                        |
| 2023 | Brno         | Jan Zvěřina             | Jakub Ondroušek        | Jan Novotný             | D1 Express Jana Novotná, Jan Novotný, Klára Vytisková                                 | Klinkoni Jakub Ondroušek, Klára Klinková, Jan Vondruška                           | Jožko neprišiel Natália Chanová, Jakub Hrazdira, Jan Zvěřina                    |
| 2024 | Brno         | Jakub Ondroušek         | Jakub Hrazdira         | Jan Novotný             | No Name 1 Matúš Demiger, Pavel Kocka, Jakub Ondroušek                                 | D1 Express Jana Novotná, Jan Novotný, Klára Vytisková                             | Itokok Petr Nepovím, Pavel Pellar, Jan Zvěřina                                  |